# Жан II (герцог Бретани)
Жан II Бретонский (фр. Jean II de Bretagne, брет. Yann II dug Breizh; 3/4 января 1239 — 18 ноября 1305, Лион) — герцог Бретани с 1286 года и граф Ришмон с 1268 года. Сын герцога Бретани Жана I Рыжего и Бланки Наваррской, представитель династии де Дрё.

## Крестоносец
Жан сопровождал своего отца и Людовика Святого в восьмом крестовом походе, который закончился смертью короля в 1270 году в Тунисе. В то время как его отец возвратился в Бретань, он вместе со своим родичем, Эдуардом I Английским, направился в Палестину в крестовый поход, куда прибыл в 1272 году.

## Вассал короля Франции
В 1285 году он сопровождал Филиппа III, короля Франции, на войну против короля Арагона. Как родственник короля Англии он был назначен последним общим капитаном Аквитании и защищал эту область от армии короля Франции, которой командовал Карл Валуа. Жан II вёл только оборонительную войну и Бретань была захвачена.
Он разорвал свой союз с королём Англии и сочетал браком своего внука Жана III с Изабеллой, дочерью Карла Валуа, благодаря чему его герцогство было возведено в пэрство. В 1294 году, разорвав союз с англичанами, он сблизился с королём Франции Филиппом IV Красивым и с 1297 по 1304 годы поддерживал его в его борьбе против фламандцев.
В 1305 году Жан II отправился в Лион на интронизацию папы римского Клемента V, но, участвуя в этой церемонии, он был убит упавшей стеной.

## Брак и дети

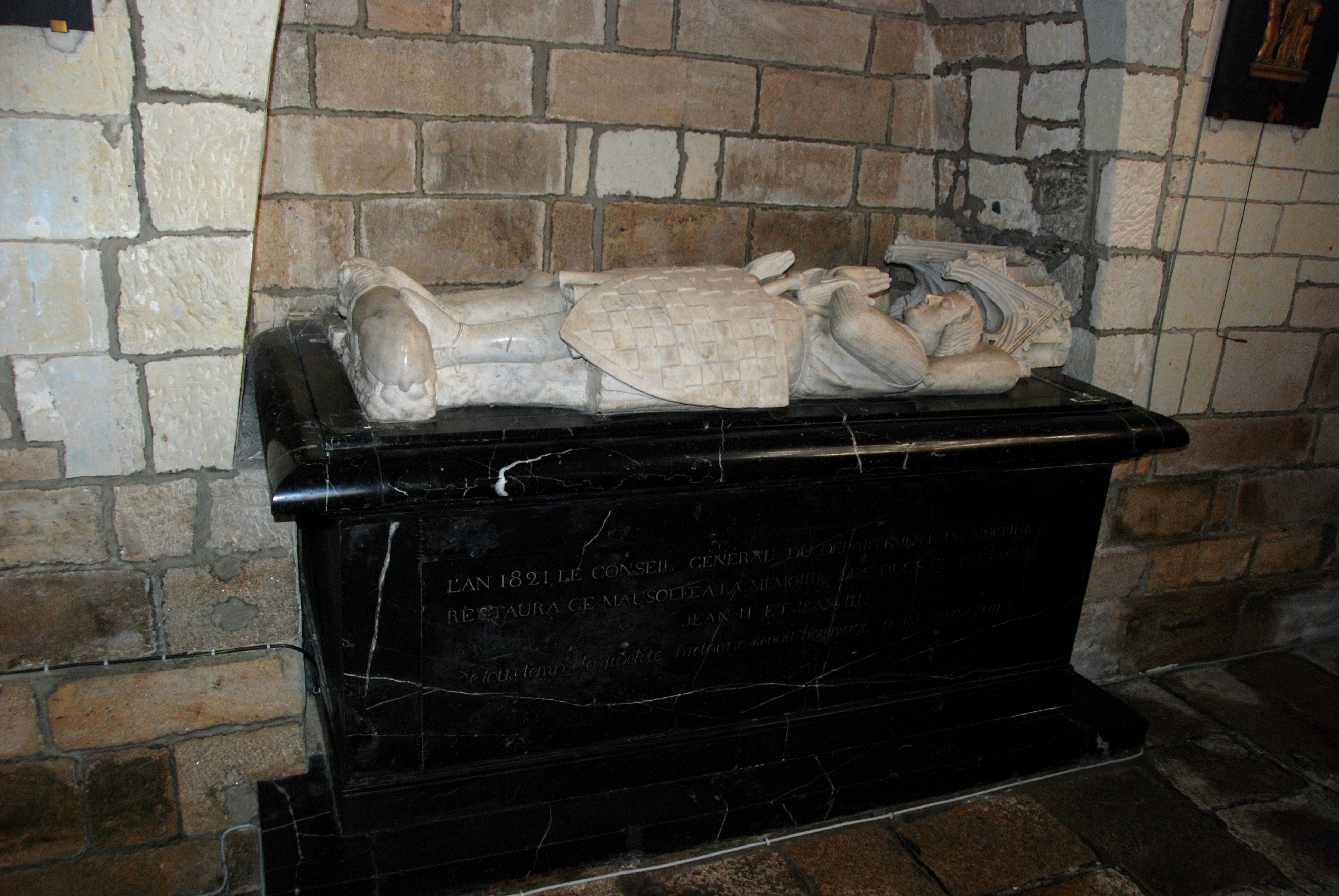
Надгробие Жана II и Жана III

22 января 1260 года в Сен-Дени герцог Жан II женился на Беатрисе Английской (1242—1275), дочери короля Англии Генриха III Плантагенета, которая принесла в качестве вена графство Ришмон. У них было шесть детей:
- Артур II (25 июля 1261—1312) — герцог Бретани.
- Жан (1266—17 января 1334) — граф Ришмон (1306—1334).
- Мария (1268—5 мая 1339). Жена с 1292 Ги III Шатильона графа Сен-Поль.
- Пьер (1269—июля 1312) — виконт Леона с 1293 года. Принц был увлечён лошадями и влез в долги настолько сильно, что ради удовлетворения своей страсти, вынужден был продать виконтство Леон своему брату Артуру II. Он принимал участие в войнах Фландрии со своим отцом. Пьер погиб, затоптанный лошадью.
- Бланка (1270—19 марта 1327) — жена Филиппа д’Артуа (1269—1298).
- Элеонора (1275—16 мая 1342) — монахиня с 1286, аббатиса Фонтевро (1304—1342).